# 紅豆冰
紅豆冰是一種起源於香港的夏日甜品，主要以紅豆調製而成，除了是香港茶餐廳和港式快餐的常見甜品外，也可見於广东、马来西亚、新加坡、印尼和台灣。

## 概要
紅豆冰起源於香港的冰室，概念源於廣東常見糖水中的紅豆沙。做法是將紅豆與紅糖煮成紅豆沙，再將紅豆沙冷卻，當客人點餐後，紅豆沙會被倒入杯內，然後放入碎冰及注入淡奶。以前的冰室和茶餐廳，有的會使用由大冰塊敲碎的碎冰，有的會使用自製的刨冰，後來這些做法因成本較高而漸被淘汰，現在普遍使用製冰機造出來的冰粒或購買碎冰代替。
紅豆冰在茶餐廳、港式西餐廳和港式快餐店很常見，但部分食肆如快餐店通常只在夏季供應，有些茶餐廳和快餐店會在紅豆冰加上一球雪糕，故被稱為雪糕紅豆冰。